# Episteira unilinea
Episteira unilinea är en fjärilsart som beskrevs av Louis Beethoven Prout 1932. Episteira unilinea ingår i släktet Episteira och familjen mätare. Inga underarter finns listade i Catalogue of Life.